# Solenoidal
Solenoidal, la ecuación fundamental que maneja la dinámica de los fluidos no viscosos es la Ecuación de Euler. En la misma, la expresión del primer miembro, que corresponde a la aceleración de la partícula fluida siguiéndola desde una referencia inercial, puede desdoblarse en una componente denominada solenoidal (grad V2/2), y otra rotacional V x rotV. La rotacionalidad está implícita en la ecuación, a pesar de tratarse de un fluido ideal (sin viscosidad) y sin posibilidades que una rotación se inicie ya que no hay viscosidad presente. No obstante, la ecuación indica que el flujo admite la existencia de vorticidad matemática en puntos singulares, el flujo es irrotacional en todos los puntos, menos en los puntos singulares, donde el campo plano de velocidades es atravesado por un hilo de vórtice. La duda es si aparece o no rotacionalidad en el punto. Teóricamente, una partícula de tamaño diferente de cero rotará cuando su "área" pase sobre el punto singular, pero una partícula ideal tendrá radio cero, y entonces, como un punto matemático no puede rotar, (la rotación de un punto no tiene sentido matemático) puede decirse que el campo es irrotacional en todos los puntos, incluidos los singulares, solamente que la mayoría de los puntos del campo presentarán trayectorias circulares sin rotación (como las hamacas de la vuelta al mundo) y el punto singular (en el caso de que haya uno solamente) no rotará. El desdoblamiento de la ecuación de Euler no invalida, entonces, la hipótesis de flujo ideal e irrotacional.
- Datos: Q5803108